# Oskarshamn (đô thị)
Đô thị Oskarshamn (tiếng Thụy Điển: Oskarshamn kommun) là một đô thị ở hạt Kalmar của Thụy Điển. Thủ phủ là thị xã Oskarshamn. Dân số thời điểm 31 tháng 12 năm 2000 là 26349 người.